# Bienice
Bienice – wieś w Polsce położona w województwie zachodniopomorskim, w powiecie łobeskim, w gminie Dobra. W latach 1975–1998 miejscowość administracyjnie należała do województwa szczecińskiego.
Główną atrakcją jest neoklasycystyczny pałac rodziny Kannenberg, wzniesiony w 1876 r. W tym samym czasie założono w sąsiedztwie pałacu park, a na jego terenie wydzielono miejsce na rodzinny cmentarz właścicieli (istniejąca niegdyś krypta grzebalna została zniszczona). Pałac otoczony jest zabudowaniami folwarcznymi, z których najstarsze (z 1863 r.) to ceglany spichlerz ze stajnią oraz kamienna obora. Kościół ceglany wybudowany został w 1897 roku. Znajduje się tutaj także Centrum Kształcenia, świetlica wiejska, plac zabaw oraz boisko do piłki nożnej.